# Nobutaka Machimura
Nobutaka Machimura (町村 信孝 Machimura Nobutaka?,  17 de octubre de 1944 – 1 de junio de 2015) fue un político japonés. Fue miembro de la Cámara de Representantes de Japón y miembro del Partido Liberal Democrático. Fue Jefe de Gabinete en el gobierno del Primer Ministro Yasuo Fukuda entre 2007 y 2008 y dos veces Ministro de Asuntos Exteriores (Japón)Ministro de Asuntos Exteriores, en los gabinetes de Junichiro Koizumi y Shinzō Abe. Fue depuesto como Portavoz de la Cámara de Representantesel 21 de abril de 2015 después de sufrir un infarto.

## Biografía

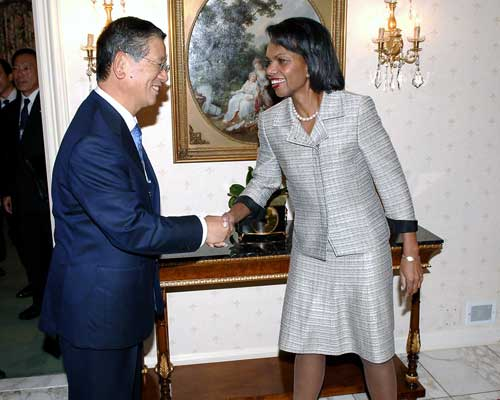
Nobutaka Machimura and Condoleezza Rice in September 2007

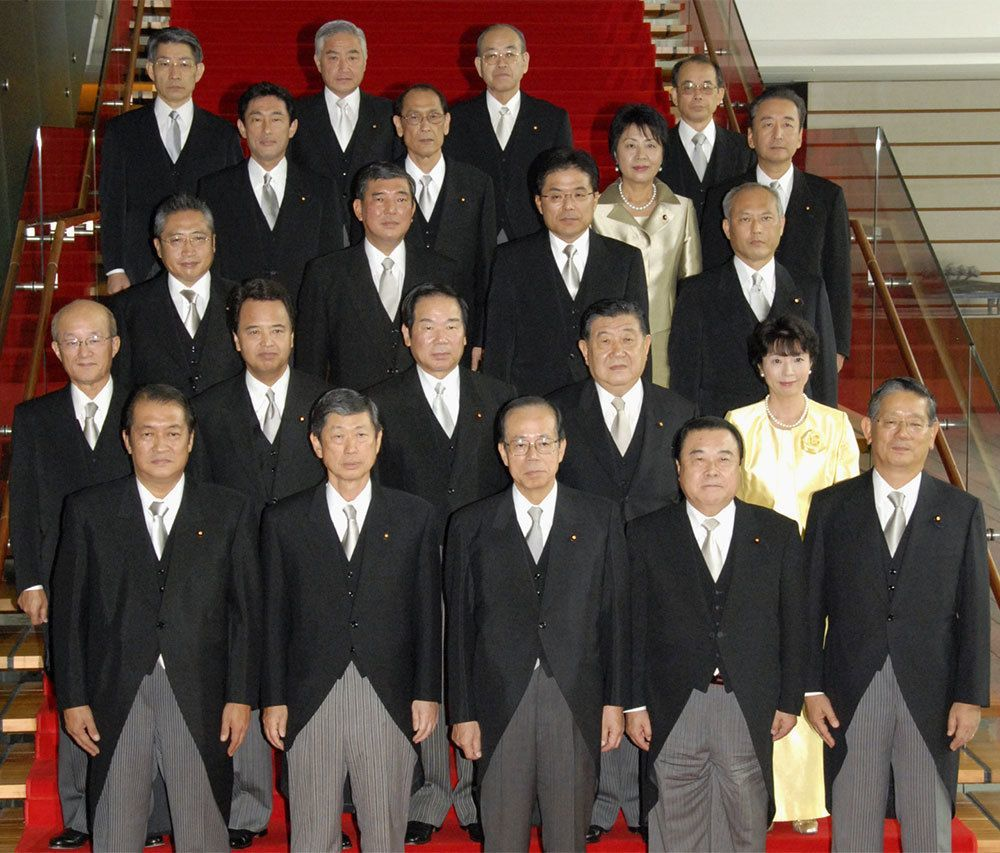
With members of the Yasuo Fukuda Cabinet in September 2007

Machimura estudió en la Universidad de Tokio y en la Universidad de Wesleyan en los Estados Unidos. Machimura fue elegido por primera vez en la Cámara de Representantes el diciembre de 1983, y fue reelegido en cada elección desde entonces. Fue Ministro de Educación, Ciencia, Deportes y Cultura el 11 de septiembre de 1997, como paerte del Gabinete del Primer Ministro Ryutaro Hashimoto, y fue Secretario de Estado de Relaciones Exteriores el 31 de julio de 1998, en el primer gabinete de Keizō Obuchi. En marzo de 2000, se convirtió en Asesor Especial del Primer Ministro, sirviendo bajo Obuchi y su sucesor, Yoshirō Mori. El 5 de diciembre de 2000, fue designado Ministro de Educación, Ciencia, Deportes y Cultura y director general de la Agencia de Ciencia y Tecnología, antes de convertirse en Ministro de Educación, Ciencia, Deportes, Cultura y Tecnología el 6 de enero de 2001.
Era el Ministro de Asuntos Exteriores en el mandato del Primer Ministro Junichiro Koizumi desde 27 de septiembre de 2004 al 31 de octubre de 2005. Sus logros incluyen la firma del tratados con Rusia, China y Corea donde se resuelve una disputa fronteriza e investiga el paradero de rehenes japoneses que fueron secuestrados por agentes de Corea del Norte durante las décadas de 1970 y 1980. Fue reemplazado por Tarō Asō en la reorganización del gabinete que siguió a las elecciones del 11 de septiembre de 2005. çç
Volvió a ser Ministro de Exteriores otra vez con el primer ministro Shinzō Abe el 27 de agosto de 2007. En 2006, Machimura fue jefe de la Seiwa Seisaku Kenkyūkai, el sector más importante del partido Liberal. El 14 de septiembre de 2007, respaldó la candidatura de Yasuo Fukuda para convertirse en el sucesor de Abe, tras la renuncia de éste el 12 de septiembre. Desde 2007, Machimura codirigió el sector junto a Hidenao Nakagawa y Shūzen Tanigawa.
En el gobierno de Fukuda, elegido el 16 de septiembre de 2007, Machimura fue Secretario de Gabinete y Ministro de Estado encargado de las cuestiones de secuestro. Fue reemplazado por Takeo Kawamura en el gabinete de Taro Aso, el 24 de septiembre de 2008.
El 1 de junio de 2015, murió después de sufrir un infarto cerebral en el hospital de Tokio.